# Champeau-en-Morvan
Champeau-en-Morvan é uma comuna francesa na região administrativa da Borgonha-Franco-Condado, no departamento de Côte-d'Or. Estende-se por uma área de 35 km². Em 2010 a comuna tinha 231 habitantes (densidade: 6,6 hab./km²).